# فدراسیون دو و میدانی نیوزیلند
فدراسیون دو و میدانی نیوزیلند (انگلیسی: Athletics New Zealand) سازمان اداره کننده ورزش دو و میدانی در کشور نیوزیلند است.
این فدراسیون که در سال ۱۸۸۷ تأسیس شده مقر آن در آوکلند قرار دارد.